# الحرجه
ال حراجاه یک منطقهٔ مسکونی در یمن است که در استان صنعا واقع شده‌است.